# Święto Ognia
Święto Ognia (hiszp. Fallas de Valencia lub Fiesta de Las Fallas) – hiszpańskie święto o charakterze festiwalu odbywające się co roku w marcu w Walencji.

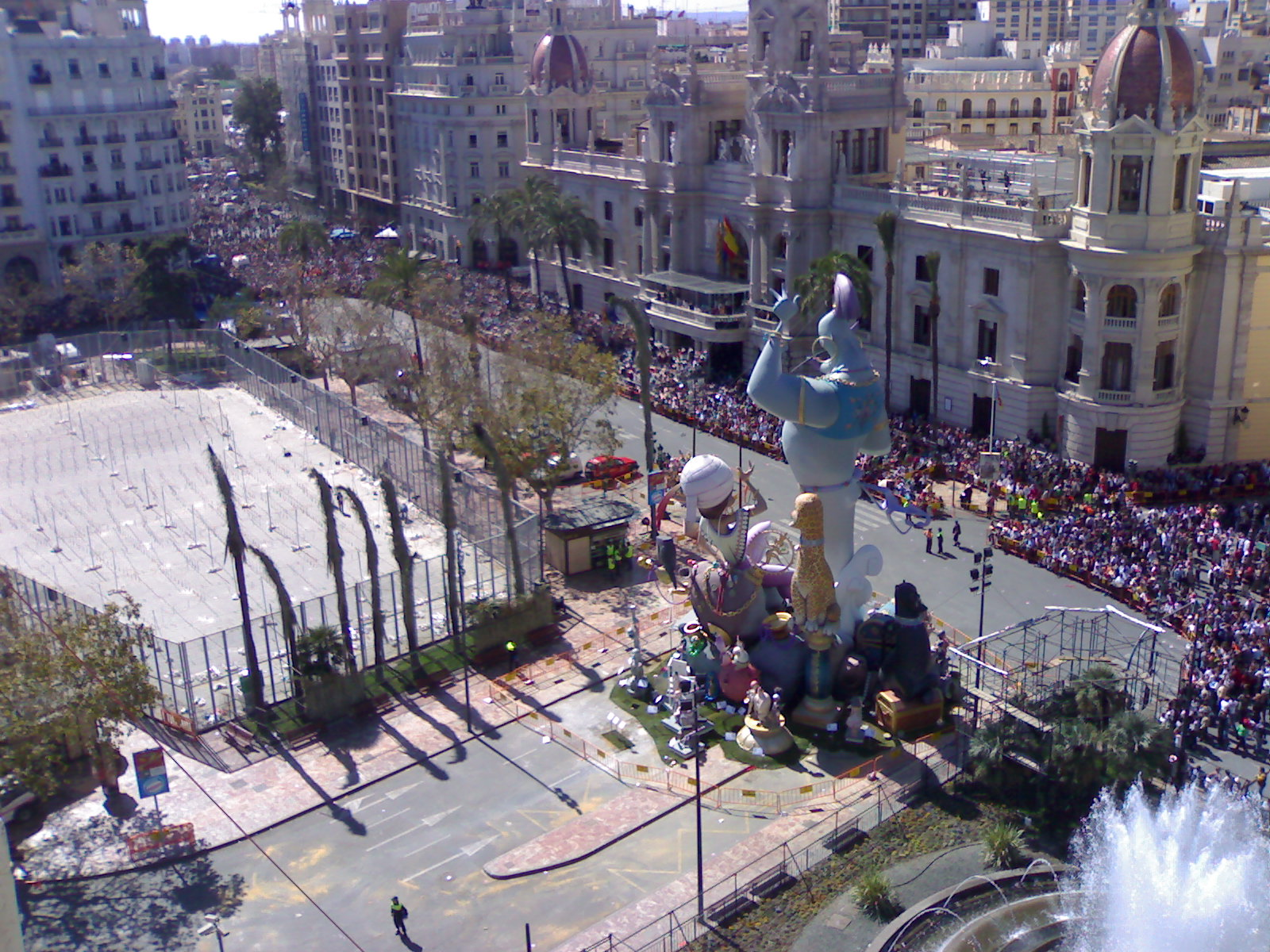
Przemarsz na Placu Ratuszowym w Walencji.

Głównym elementem święta są rzeźby tworzone z kartonu, plastrów, wosku i drewna, wykonywane według projektów zawodowych artystów plastyków, które płoną na ulicach miasta w ostatnim dniu świąt – 19 marca.
Każdej grupie rzeźb towarzyszy mniejsza grupa, wykonana przez dzieci z danej dzielnicy lub osiedla, tę mniejszą grupę nazywamy ‘ninots’ (dziecięca).

## Historia
Początki święta w Walencji sięgają XVI wieku, kiedy to tutejsi cieśle postanowili uczcić swego patrona św. Józefa, paląc konstrukcje tworzone z drewnianych odpadów. Z czasem niektóre z nich zaczęły przybierać kształty ludzkie, by ostatecznie przekształcić się w formy znane współcześnie oraz karykatury znanych osób. Wiele źródeł historycznych sięga również do czasów Cesarstwa rzymskiego, gdy na fiestach zwanych saturnaliami żegnano zimę. Dzisiejsza zabawa jest mieszaniną obu źródeł. Zachowane są przy tym silne motywy religijne (zwłaszcza oddawanie czci Matce Boskiej Osób Opuszczonych) oraz elementy świeckie.

## Obchody fallas
Współczesne falle to ogromne, kolorowe monumenty. Nadal są prześmiewczym wyrazem opinii publicznej na bieżące, lokalne tematy. Montuje się je na początku marca na ulicach Walencji. Każda posiada temat dla dorosłych i dla dzieci. Wtapiają się one w tło miasta, tworząc harmonijną, bajkową przestrzeń. Najważniejsze falle w Walencji to: Nou Campanar, Na Jordana, El Pilar, Convento Jerusalen, Plaza del Ayuntamiento. Są one podziwiane i premiowane.
Każda falla jest centrum lokalnego stowarzyszenia. 16 marca fallery i fallerzy zakładają swoje tradycyjne stroje. Odbywa się przemarsz przez miasto wszystkich uczestników oraz wybranie najładniejszej fallery zarówno w kategorii dorosłych, jak również dzieci oraz odbiera się nagrody przyznawane przez urząd miasta za najciekawsze i najładniejsze falle.
Wieczorem odbywa się cabalgata, czyli przemarsz przez miasto lokalnych orkiestr, odbywają się pokazy jazdy konnej, a następnie trwa całonocna zabawa aż do rana.
Następnego dnia ma miejsce ofrenda i jest to ofiara kwiatów Matce Boskiej. Przez miasto wówczas maszerują wystrojone fallery, niosąc ze sobą bukiet kwiatów, na koniec bukiety układane są na drewnianym rusztowaniu znajdującym się przed bazyliką na Plaza De La Virgen, tworzącym stożek wokół rzeźby Matki Boskiej.
Podczas Las Fallas począwszy od 1 marca na Plaza del Ayuntamiento codziennie o godzinie 14-tej odbywa się La Mascleta – pięciominutowy pokaz huku i dymu petard.
Całe święto trwa do 19 marca, kiedy to w nocy wszystkie falle zostają spalone.